# Slaviska språk

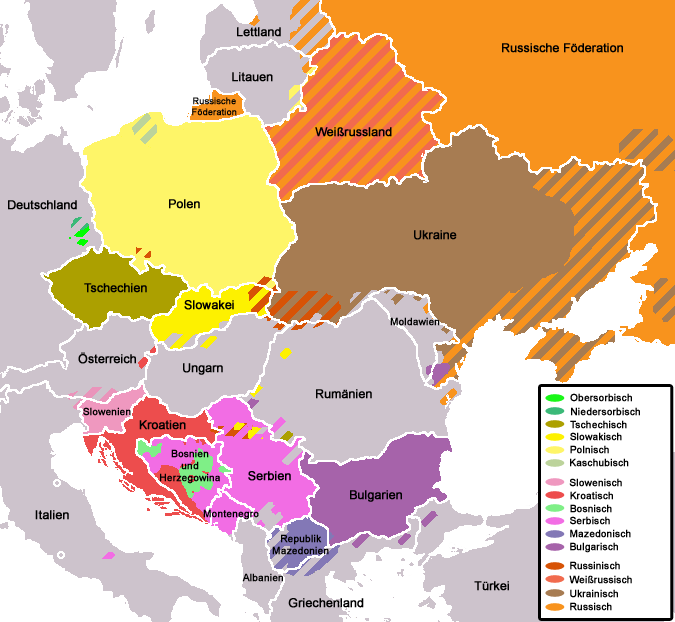
Karta över de slaviska språkens utbredning (länders namn på tyska).

De slaviska språken tillhör satemspråken, en av två huvudgrenar inom den indoeuropeiska språkfamiljen. De är relativt nära besläktade med de baltiska språken och utgör tillsammans med dessa gruppen baltoslaviska språk.
De slaviska språken delas in i tre huvudgrupper: syd-, väst- och östslaviska. De sydslaviska språken kan i sin tur delas in i sydväst- och sydöstslaviska språk.
Tio av de slaviska språken (exempelvis de östslaviska) skrivs med kyrilliska alfabetet, åtta (till exempel de västslaviska) med det latinska alfabetet. Serbiska använder båda alfabeten. Det latinska alfabetet är på olika sätt modifierat för att täcka de olika ljud som finns i respektive språk. Det första alfabet som användes för slaviska språk var dock det glagolitiska alfabetet.
Det utan konkurrens största slaviska språket är ryska.
De slaviska språken har en relativt stor andel ord i sina respektive ordförråd som härstammar från urslaviskan. Därtill är de olika språkens ordförråd påverkade av de skiftande geografiska, kulturella och religiösa förhållandena i respektive områden.

## Släktträd
- indoeuropeiska språk
  - satemspråk
    - baltoslaviska språk
      - baltiska språk
      - slaviska språk[1]
        - västslaviska språk
          - kasjubiska
          - polska
          - slovakiska
          - högsorbiska
          - lågsorbiska
          - tjeckiska

        - östslaviska språk
          - rusinska
          - ryska
          - ukrainska
          - belarusiska

        - sydvästslaviska språk
          - bosniska
          - kroatiska
          - montenegrinska
          - serbiska
          - slovenska

        - sydöstslaviska språk
          - bulgariska
          - makedonska